# Billió kilométeres nagyságrend
Ez a lap a különböző nagyságrendek összehasonlítását segíti elő, 1015 és 1016 méter közötti hosszúságokat (szélességeket, magasságokat, mélységeket, átmérőket, távolságokat) sorolja fel. Az összes nagyságrendet átfogó lista a Nagyságrendek listája (hosszúság) szócikkben található meg.

## Értékek
1015 m egyenlő az alábbiakkal:
- 1 Pm (petaméter)
- 1000 milliárd km
- 6700 csillagászati egység
- 0,11 fényév

## Csillagászat
- 7,5·1015 m (50 000 CSE): az Oort-felhő belső határa
- 9,5·1015 m (63 000 CSE): egy fényév, az a távolság, melyet a fény 1 év alatt tesz meg